# Hypoplexia varicolor
Hypoplexia varicolor är en fjärilsart som beskrevs av W. Warren 1914. Hypoplexia varicolor ingår i släktet Hypoplexia och familjen nattflyn. Inga underarter finns listade i Catalogue of Life.